# Анна фон Йотинген
Вижте пояснителната страница за други личности с името Анна фон Йотинген.
Анна фон Йотинген (на немски: Anna von Oettingen; * ок. 1380, Йотинген ин Байерн; † 9 ноември 1436) е графиня Йотинген в Швабия, Бавария, и чрез женитба маркграфиня на Баден от 1397 до 1431 г.

## Живот
Тя е дъщеря на граф Лудвиг XII фон Йотинген († 1440) и първата му съпруга му графиня Беатрикс фон Хелфенщайн († 1385/1388), дъщеря на граф Улрих VI фон Хелфенщайн († 1372) и Мария Котроманич от Босна († 1403). Роднина е на курфюрст и немски крал Рупрехт III († 1410). Анна фон Йотинген има сестра († пр. 11 май 1409), омъжена пр. 1409 г. за Лудвиг IV фон Лихтенберг († 28 август 1434).
Баща ѝ е дълги години дворцов майстер и много близък на крал Сигизмунд Люксембургски. Баща ѝ се омъжва втори път 1420 г./ пр. 14 ноември 1422 г. за графиня Агнес фон Верденберг († 1474), която се омъжва втори път пр. 17 септември 1446 г. за Вилхелм IV, Шенк фон Шенкенщайн цу Хоенберг († 8 юли 1468).
Анна се омъжва на 15 септември 1397 г. за далечния си роднина маркграф Бернхард I фон Баден (* 1364; † 5 май 1431), големият син на маркграф Рудолф VI († 21 март 1372) и Матилда фон Спонхайм († 1 ноември 1410). Тя е третата му съпруга.
Анна фон Йотинген умира на 22 юли 1442 г. и е погребана в манастирската църква в Баден-Баден.

## Деца
Анна и маркграф Бернхард I фон Баден имат 10 деца: 
- Анна фон Баден (* 15 март 1399, † сл. 6 декември 1421), ∞ 11 май 1409 за Лудвиг IV фон Лихтенберг († 28 август 1434)
- Беатрикс (* 24 юни 1400, † 1452), ∞ 11 юли 1411 за граф Емих VII фон Лайнинген-Харденбург († 1452)
- Матилда (* 1401, † 1402)
- Маргарета (* 25 януари 1404, † 7 ноември 1442), ∞ 1 март 1418 за граф Адолф II фон Насау-Висбаден-Идщайн (* 1386, † 1426)
- Якоб (* 15 март 1407, † 13 октомври 1453 в Мюлбург), маркграф на Баден

1. ∞ 25 юли 1422 за Катарина Лотарингска († 1 март 1439), дъщеря на херцог Карл II от Горна Лотарингия

- Агнес (* 25 март 1408, † януари 1473 в Еберщайнбург)

1. ∞ 2 юни 1432, за граф Герхард VII фон Холщайн (* 1404, † 24 юли 1433)
2. сгодява се 1434 за Ханс фон Хевен († сл. 1467)

- Урсула фон Баден (* 24 октомври 1409, † 24 март 1429)

1. ∞ 1422 граф Готфрид IX фон Цигенхайн († 9 март 1425)
2. ∞ 1426 херцог Улрих II фон Тек († 1432)

- Бернхард (* 1412, † 1424)
- Бригита (* 1416, † сл. 24 юли 1441), монахиня
- Рудолф (* 1417, † 1424)